# Будогощское городское поселение
Бу́догощское городско́е поселе́ние — муниципальное образование в составе Киришского района Ленинградской области. Административный центр — посёлок городского типа Будогощь.
С 1 января 2006 года главой поселения являлся Волков Андрей Владимирович, с октября 2009 года — Фокина Зоя Сергеевна, в настоящее время — Фролов Сергей Витальевич. Главой администрации с 1 июня 2006 года являлся Иванов Анатолий Павлович, с июля 2012 года — Резинкин Игорь Евгеньевич.

## Географическое положение
- Общая площадь — 966,91 км².
- Расположено в южной части Киришского района.
- Граничит:
  - на западе и севере — с Пчёвжинским сельским поселением
  - на северо-востоке — с Тихвинским районом
  - на востоке и юге — с Новгородской областью

По территории поселения проходят автодороги:
- 41А-009 (Лодейное Поле — Тихвин — Чудово)
- 41К-115 (Кириши — Будогощь — Смолино)
- 41К-233 (подъезд к посёлку Будогощь)
- 41К-547 (Будогощь — Половинник)
- 41К-548 (Будогощь — Клинково)
- 41К-569 (подъезд к деревне Змеева Новинка)

Расстояние от административного центра поселения до районного центра — 35 км.
По территории поселения проходит железная дорога, имеются станции и остановочные пункты: Будогощь, Горятино, Разъезд № 2, Разъезд № 3.
По территории поселения протекает река Пчёвжа, а также большое количество небольших речек. Северная и частично южная часть поселения сильно заболочены. Имеются озёра Лебяжье и Солоницкое.

## История
1 января 2006 года в соответствии с областным законом № 49-оз от 1 сентября 2004 года «Об установлении границ и наделении соответствующим статусом муниципального образования Киришский муниципальный район и муниципальных образований в его составе» образовано Будогощское городское поселение, в которое вошли посёлок Будогощь и бывшие Будогощская и Кукуйская волости.

## Население
| 2006  | 2010  | 2011  | 2012  | 2013  | 2014  | 2015  |
| ----- | ----- | ----- | ----- | ----- | ----- | ----- |
| 4700  | ↗4756 | ↗4854 | ↗4969 | ↗5000 | ↗5062 | ↘5044 |
| 2016  | 2017  | 2018  | 2019  | 2020  | 2021  | 2023  |
| ↘4985 | ↘4924 | ↘4846 | ↘4691 | ↘4538 | ↘3139 | ↘2980 |
| 2024  | 2025  |       |       |       |       |       |
| ↘2893 | ↘2842 |       |       |       |       |       |

## Состав городского поселения
| №  | Населённый пункт | Тип населённого пункта                    | Население |
| -- | ---------------- | ----------------------------------------- | --------- |
| 1  | Авдетово         | деревня                                   | ↘4        |
| 2  | Бестоголово      | деревня                                   | ↗81       |
| 3  | Будогощь         | городской посёлок, административный центр | ↘2439     |
| 4  | Горятино         | деревня                                   | ↗12       |
| 5  | Горятино         | посёлок при железнодорожной станции       | ↗2        |
| 6  | Градоша          | деревня                                   | ↗8        |
| 7  | Гремячево        | деревня                                   | ↘87       |
| 8  | Дидлово          | деревня                                   | ↘2        |
| 9  | Дорожницы        | деревня                                   | ↘2        |
| 10 | Званка           | деревня                                   | ↘10       |
| 11 | Змеева Новинка   | деревня                                   | ↘8        |
| 12 | Клинково         | деревня                                   | ↘27       |
| 13 | Ключи            | деревня                                   | ↘0        |
| 14 | Крапивно         | деревня                                   | →26       |
| 15 | Красная Горка    | деревня                                   | ↗5        |
| 16 | Крестцы          | деревня                                   | ↘18       |
| 17 | Кровино Сельцо   | деревня                                   | ↗16       |
| 18 | Кукуй            | деревня                                   | ↗132      |
| 19 | Лашино           | деревня                                   | ↘15       |
| 20 | Луг              | деревня                                   | ↗65       |
| 21 | Могилёво         | деревня                                   | ↗190      |
| 22 | Новая            | деревня                                   | ↘3        |
| 23 | Олешенка         | деревня                                   | ↗6        |
| 24 | Отрада           | деревня                                   | →24       |
| 25 | Половинник       | деревня                                   | ↘11       |
| 26 | Рахово           | деревня                                   | ↘5        |
| 27 | Смолино          | деревня                                   | ↘19       |
| 28 | Солоницы         | деревня                                   | ↘13       |
| 29 | Среднее Село     | деревня                                   | →47       |
| 30 | Яшкино           | деревня                                   | ↘21       |